# Marin Ivanov
Marin Ivanov (21 febbraio 1979) è un ex schermidore bulgaro, vincitore di una medaglia d'argento ed una di bronzo ai campionati mondiali di scherma.